# Neolimnomyia extremiborealis
Neolimnomyia extremiborealis är en tvåvingeart som beskrevs av Evgenyi Nikolayevich Savchenko 1978. Neolimnomyia extremiborealis ingår i släktet Neolimnomyia och familjen småharkrankar. Inga underarter finns listade i Catalogue of Life.